# Sanda Mamić
Sanda Mamić (* 22. März 1985 in Zagreb) ist eine ehemalige kroatische Tennisspielerin.

## Karriere
Sanda Mamić gewann auf dem ITF Women’s Circuit gewann sie insgesamt drei Einzel- und ein Doppeltitel. Bei den Tippmix Budapest Grand Prix 2004 stand sie erstmals im Hauptfeld eines WTA-Turniers, das sie über die Qualifikation erreichte. Sie nahm auch einige Male bei Grand-Slam-Turnieren teil. Ihr bestes Abschneiden dabei hatte sie bei den French Open 2005 und 2008, wo sie jeweils die zweite Runde erreichte.
Zwischen 2001 und 2009 spielte sie für die kroatische Fed-Cup-Mannschaft, mit einer Bilanz von 2:5.

## Erfolge

### Einzel
Turniersiege 
| Nr. | Datum          | Turnier   | Kategorie   | Belag | Finalgegnerin      | Ergebnis      |
| --- | -------------- | --------- | ----------- | ----- | ------------------ | ------------- |
| 1.  | September 2002 | Chieti    | ITF $10.000 | Sand  | Emily Stellato     | 6:3, 6:0      |
| 2.  | April 2003     | Yamaguchi | ITF $10.000 | Sand  | Ryoko Takemura     | 6:2, 6:2      |
| 3.  | Juli 2004      | Garching  | ITF $25.000 | Sand  | Marija Kondratjewa | 6:3, 1:6, 6:2 |

### Doppel
Turniersiege 
| Nr. | Datum     | Turnier   | Kategorie   | Belag | Partnerin  | Finalgegnerinnen                  | Ergebnis  |
| --- | --------- | --------- | ----------- | ----- | ---------- | --------------------------------- | --------- |
| 1.  | Juli 2003 | Darmstadt | ITF $25.000 | Sand  | Ana Vrljić | Daniela Berček Marija Golowisnina | 7:67, 6:1 |